# Soucieu-en-Jarrest
Soucieu-en-Jarrest [susjø ɑ̃ ʒaʁɛ] est une commune française des monts du Lyonnais, située dans le département du Rhône en région Auvergne-Rhône-Alpes. Ses habitants sont appelés les Jarréziens.

## Géographie
Commune de l’Ouest lyonnais, située à 350 mètres d’altitude, Soucieu-en-Jarrest présente des habitations de pierre regroupées (bourg central et hameaux de Verchery, le Grand Champ, Prasseytout et Haut et Bas Marjon), des zones agricoles et des zones d’intérêt écologique classées en espaces naturels sensibles.

### Situation
La commune est située à 13,5 km au sud-ouest de la métropole lyonnaise. Les villages les plus proches sont : Orliénas : 2,5 km, Messimy : 3,2 km, Brignais, Thurins : 4,1 km, Saint-Laurent-d'Agny : 4,4 km.
Elle fait partie de la communauté de communes du Pays mornantais (Copamo).

### Communes limitrophes
| Messimy           | Brindas              | Chaponost |
| Thurins           | Soucieu-en-Jarrest   | Brignais  |
| Rontalon Chaussan | Saint-Laurent-d'Agny | Orliénas  |

### Hydrographie
Le Garon, le Furon et son affluent le Ransuel descendent de Soucieu-en-Jarrest.

### Climat
Pour des articles plus généraux, voir Climat d'Auvergne-Rhône-Alpes et Climat du Rhône.
En 2010, le climat de la commune est de type climat océanique dégradé des plaines du Centre et du Nord, selon une étude du Centre national de la recherche scientifique s'appuyant sur une série de données couvrant la période 1971-2000. En 2020, Météo-France publie une typologie des climats de la France métropolitaine dans laquelle la commune est exposée à un climat de montagne ou de marges de montagne et est dans la région climatique  Nord-est du Massif Central, caractérisée par une pluviométrie annuelle de 800 à 1 200 mm, bien répartie dans l’année. 
Pour la période 1971-2000, la température annuelle moyenne est de 11,4 °C, avec une amplitude thermique annuelle de 17,7 °C. Le cumul annuel moyen de précipitations est de 778 mm, avec 8,4 jours de précipitations en janvier et 6,3 jours en juillet. Pour la période 1991-2020, la température moyenne annuelle observée sur la station météorologique de Météo-France la plus proche, « Brindas », sur la commune de Brindas à 5 km à vol d'oiseau, est de 12,2 °C et le cumul annuel moyen de précipitations est de 717,6 mm,. Pour l'avenir, les paramètres climatiques de la commune estimés pour 2050 selon différents scénarios d'émission de gaz à effet de serre sont consultables sur un site dédié publié par Météo-France en novembre 2022.

## Urbanisme

### Typologie
Au 1er janvier 2024, Soucieu-en-Jarrest est catégorisée ceinture urbaine, selon la nouvelle grille communale de densité à sept niveaux définie par l'Insee en 2022.
Elle appartient à l'unité urbaine de Soucieu-en-Jarrest, une unité urbaine monocommunale constituant une ville isolée,. Par ailleurs la commune fait partie de l'aire d'attraction de Lyon, dont elle est une commune de la couronne,. Cette aire, qui regroupe 397 communes, est catégorisée dans les aires de 700 000 habitants ou plus (hors Paris),.

### Occupation des sols
L'occupation des sols de la commune, telle qu'elle ressort de la base de données européenne d’occupation biophysique des sols Corine Land Cover (CLC), est marquée par l'importance des territoires agricoles (78,2 % en 2018), en diminution par rapport à 1990 (79,9 %). La répartition détaillée en 2018 est la suivante : zones agricoles hétérogènes (40,8 %), cultures permanentes (26,3 %), forêts (11,5 %), prairies (11,1 %), zones urbanisées (10,2 %). L'évolution de l’occupation des sols de la commune et de ses infrastructures peut être observée sur les différentes représentations cartographiques du territoire : la carte de Cassini (XVIIIe siècle), la carte d'état-major (1820-1866) et les cartes ou photos aériennes de l'IGN pour la période actuelle (1950 à aujourd'hui).

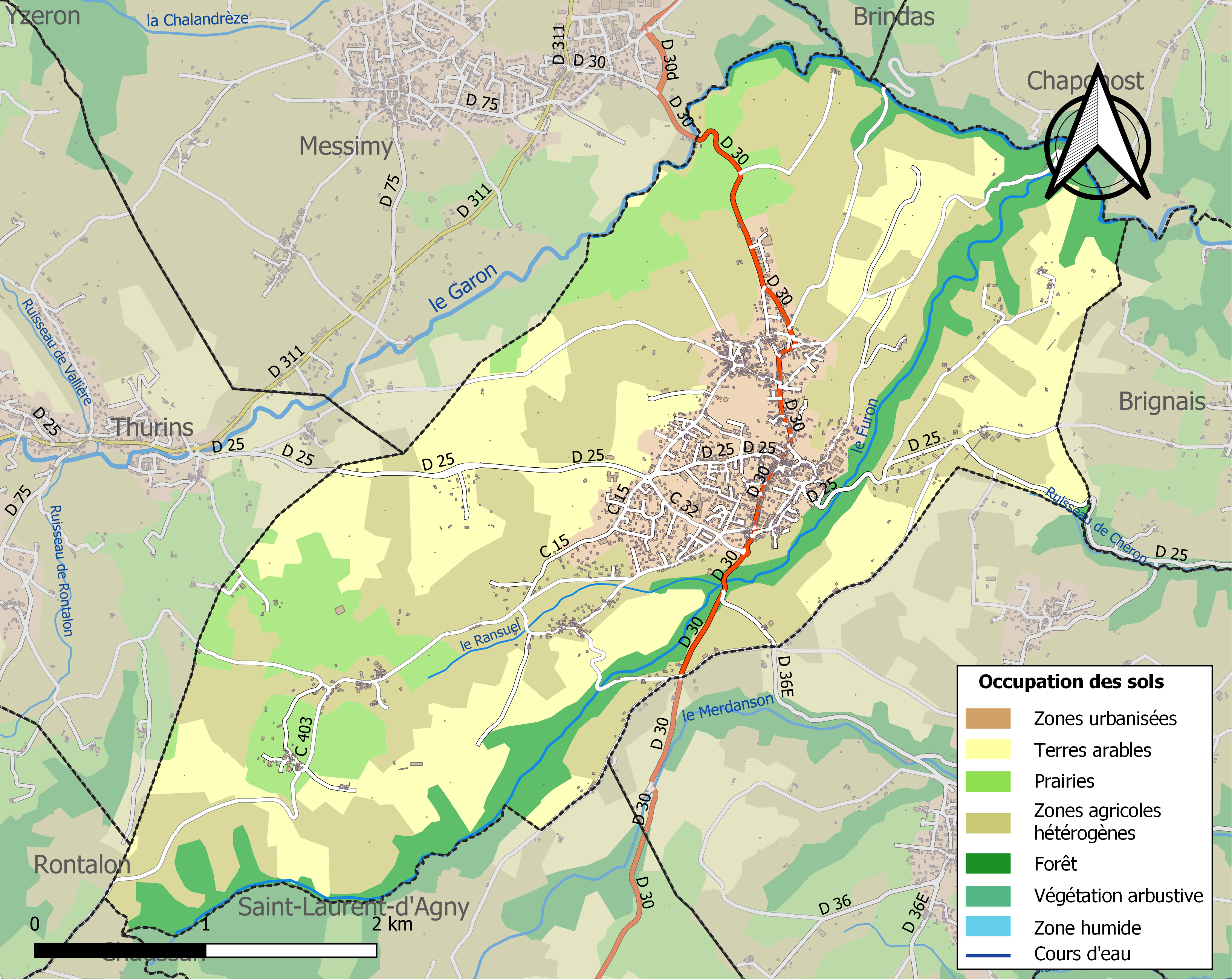
Carte des infrastructures et de l'occupation des sols de la commune en 2018 (CLC).

## Toponymie
L'appellation traditionnelle est « Soucieu-en-Jarez », du nom de l'ancien archiprêtré de Jarez du diocèse de Lyon.
Jacques Rivoire (né en 1930), ancien professeur de français au lycée Chabrières d'Oullins, résidant à La Mulatière (près de Lyon) et dont la famille est originaire de Soucieu-en-Jarrest, est l'auteur de plusieurs ouvrages sur l'histoire du village qu'il a pu rédiger grâce à un ensemble de documents, parfois très anciens, sur l'histoire du village qu'il a conservé. Il souligne notamment dans Soucieu-en-Jarez et ses environs que « depuis 1960, la commune et les différentes administrations ont fait le choix de la graphie "Jarrest" ».

## Histoire

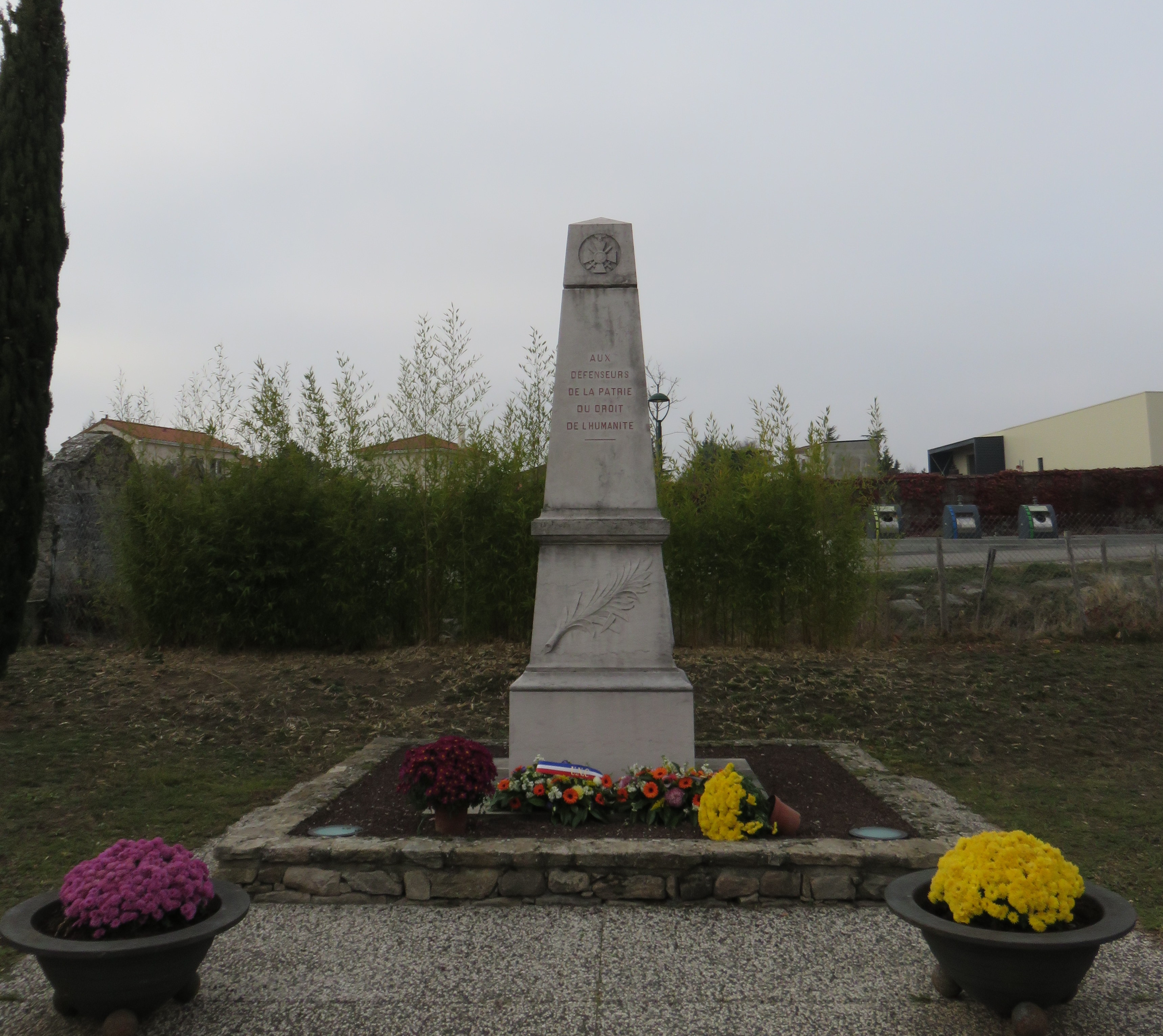
Monument aux morts rue de la Piat (novembre 2017).

Le centre bourg, caractérisé par ses hautes façades de pierre, rappelle que la commune fut au début du XIXe siècle reconnue pour son activité du tissage du velours de soie. Agrandie au début du XIXe siècle sur des soubassements datant du XIIe siècle ou du XIIIe siècle, l’église abrite deux tableaux représentant des scènes de l’ancien testament classés à l’Inventaire des objets mobiliers du Rhône.
À l’est du Bourg, sur le plateau du Grand-Champ, de l’aqueduc du Gier construit par les Romains 120 ans après Jésus-Christ, subsistent des vestiges, les arches avec le Chameau et le réservoir, la Gerle. Cette zone est classée en espace naturel sensible.
Le viaduc du Garon est l’unique témoignage de l’ancienne ligne de chemin de fer qui reliait le quartier de Lyon Saint-Just à Mornant et exploitée par la compagnie Fourvière Ouest-Lyonnais (FOL).
Soucieu-en-Jarrest possède deux monuments aux morts : un sur la place du 11 novembre 1918 et un en face de l'entrée du cimetière municipal, rue de la Piat.
La devise historique de la commune est « Sois toujours soucieux de ton honneur, aie pour ce jarret noble cœur ».

### Changement de canton (1930)
En 1930, à la demande de l'équipe municipale de Soucieu-en-Jarez, un projet de loi est adopté par le Parlement afin de rattacher la commune au canton de Mornant, à la place du canton de Saint-Genis-Laval auquel elle était rattachée jusqu'alors.
Le conseil municipal y était largement favorable, ainsi sur les 23 conseillers municipaux, 18 soutinrent le projet quand seulement 5 s'y opposèrent, de même que le conseil général du Rhône ; seul le conseil d'arrondissement de Lyon s'y est opposé.
La commune fait alors valoir la proximité géographique de son centre-bourg avec celui de Mornant, chef-lieu du canton éponyme qu'elle souhaite intégrer (7,8 km), comparé à la distance qui le sépare de celui de Saint-Genis-Laval (9,7 km). Elle ajoute qu'aucun moyen de transport public ne la relie quotidiennement à Saint-Genis-Laval, quant à l'inverse une ligne de chemin de fer la relie à Mornant : le Fourvière Ouest-Lyonnais. Enfin, la perte démographique pour le canton de Saint-Genis-Laval serait marginale, il conserverait plus de 40 000 habitants, quant le gain pour celui de Mornant serait relativement conséquent, il passerait ainsi d'environ 7 900 à plus de 9 000 habitants.
La seule véritable opposition au projet provenait de notaires du canton de Saint-Genis-Laval qui n'acceptaient pas l'idée de ne plus pouvoir instrumenter à Soucieu-en-Jarez à l'issue du changement de canton ; afin de sceller le conflit, l'État leur garantit en contrepartie une compensation indemnitaire via une clause ajoutée à l'article 2 du projet de loi.
Le projet sera finalement adopté par les deux chambres de la Troisième République.

## Politique et administration

### Administration municipale
Le 8 décembre 2022, la commune se voit remettre par Chantal Jouanno, présidente de la Commission nationale du débat public et ancienne ministre des Sports et de l'Environnement, le trophée « 3 étoiles » de la concertation publique à l'occasion de la 21e conférence de l'Observatoire international de la démocratie participative (OIDP) qui se tenait à Grenoble, afin de récompenser son opération de concertation citoyenne organisée dans le cadre du réaménagement de son centre-bourg.

### Développement durable
Amélioration de la performance énergétique des équipements. Le premier bâtiment concerné est la salle des sports (isolation, système de régulation du chauffage…).

### Finances locales

#### Budget et fiscalité 2021
En 2021, le budget de la commune était constitué ainsi :
- total des produits de fonctionnement : 3 303 000 €, soit 712 € par habitant ;
- total des charges de fonctionnement : 2 539 000 €, soit 547 € par habitant ;
- total des ressources d'investissement : 1 873 000 €, soit 404 € par habitant ;
- total des dépenses d'investissement : 2 717 000 €, soit 585 € par habitant ;
- Encours de la dette : 2 309 000 €, soit 497 € par habitant.

Avec les taux de fiscalité suivants :
- taxe d'habitation (THLV incluse) : 13,39 % ;
- taxe foncière sur les propriétés bâties : 27,45 % ;
- taxe foncière sur les propriétés non bâties : 71,35 % ;
- taxe additionnelle à la taxe foncière sur les propriétés non bâties : 0,00 % ;
- cotisation foncière des entreprises : 0,00 %.

## Population et société

### Démographie
L'évolution du nombre d'habitants est connue à travers les recensements de la population effectués dans la commune depuis 1793. Pour les communes de moins de 10 000 habitants, une enquête de recensement portant sur toute la population est réalisée tous les cinq ans, les populations de référence des années intermédiaires étant quant à elles estimées par interpolation ou extrapolation. Pour la commune, le premier recensement exhaustif entrant dans le cadre du nouveau dispositif a été réalisé en 2008.

En 2022, la commune comptait 4 652 habitants, en évolution de +4 % par rapport à 2016 (Rhône : +3,93 %, France hors Mayotte : +2,11 %).
| 1793 | 1800 | 1806  | 1821  | 1831  | 1836  | 1841  | 1846  | 1851  |
| ---- | ---- | ----- | ----- | ----- | ----- | ----- | ----- | ----- |
| 933  | 915  | 1 100 | 1 069 | 1 151 | 1 440 | 1 442 | 1 646 | 1 690 |

| 1856  | 1861  | 1866  | 1872  | 1876  | 1881  | 1886  | 1891  | 1896  |
| ----- | ----- | ----- | ----- | ----- | ----- | ----- | ----- | ----- |
| 1 888 | 1 900 | 1 964 | 1 957 | 1 940 | 1 800 | 1 743 | 1 754 | 1 665 |

| 1901  | 1906  | 1911  | 1921  | 1926  | 1931  | 1936  | 1946  | 1954  |
| ----- | ----- | ----- | ----- | ----- | ----- | ----- | ----- | ----- |
| 1 503 | 1 519 | 1 407 | 1 135 | 1 172 | 1 286 | 1 186 | 1 169 | 1 405 |

| 1962  | 1968  | 1975  | 1982  | 1990  | 1999  | 2006  | 2008  | 2013  |
| ----- | ----- | ----- | ----- | ----- | ----- | ----- | ----- | ----- |
| 1 562 | 1 686 | 1 933 | 2 286 | 2 654 | 3 214 | 3 546 | 3 641 | 4 198 |

| 2018  | 2022  | - | - | - | - | - | - | - |
| ----- | ----- | - | - | - | - | - | - | - |
| 4 557 | 4 652 | - | - | - | - | - | - | - |

### Enseignement
Soucieu-en-Jarrest se situe dans l'académie de Lyon. Elle possède une école maternelle, deux écoles primaires — une publique l'autre privée — ainsi que le collège public La Perrière.

### Transports publics
Soucieu-en-Jarrest est desservie par le réseau des cars du Rhône, avec la ligne 114 (Saint-Genis-Laval ↔ Givors) ainsi que par la ligne nord-sud 122 (Vourles ↔ Dommartin).
Entre 1887 et le milieu du XXe siècle, Soucieu-en-Jarrest était pourvue d'une gare ferroviaire et desservit par une ligne de chemin de fer connue sous le nom de Fourvière Ouest-Lyonnais. Aujourd'hui, les gares SNCF les plus proches sont celles de Lyon-Perrache ou encore la gare de Brignais, qui est en correspondance avec d'autres gares des monts du Lyonnais sur le réseau du tram-train de l'Ouest lyonnais, Brignais est ainsi connectée à l'agglomération lyonnaise depuis le 8 décembre 2012.

### Santé
Plusieurs médecins sont regroupés dans le nouveau quartier des Roches.

### Sécurité
La commune est dotée d'un service de police municipale ainsi que d'une caserne de sapeurs-pompiers, qui dessert également la commune voisine d'Orliénas.

### Service postal
Le bureau de poste de Soucieu-en-Jarrest a fermé le 21 octobre 2020. Depuis lors, un relais postal est assuré par le tabac-presse le Jarrézien. Le contrat liant La Poste au bureau de tabac, devant initialement s'achever en juin 2022, est finalement prolongé d'un an supplémentaire après concertations entre le maire et les commerçants. Les élus souhaitent néanmoins rouvrir à terme une nouvelle agence postale dans la commune, ce qu'ils approuvent par une délibération du conseil municipal du 3 novembre 2022. L'ouverture du nouveau bureau est prévue pour septembre 2023.

### Sports
La ville dispose d'un gymnase pour les sports d'intérieur, d'un complexe extérieur comprenant un terrain de football et 2 terrains de basket, d'un city stade et d'un dojo pour les sports de combats.

### Culture
La ville est notamment équipée d'une bibliothèque municipale, d'un espace jeunes ou encore d'une salle des fêtes (salle Flora Tristan).

### Cadre de vie
Le village est certes situé à la campagne, mais à seulement 20 minutes en voiture de l'agglomération lyonnaise, offrant ainsi un cadre à la fois agréable et pratique, recherché par de nombreuses personnes.

## Économie
On compte beaucoup de commerces au centre de la ville (boulangeries, boucherie, bureau de tabac, banques, supérette…). On compte depuis peu une deuxième agence immobilière, ce qui est une conséquence de la forte augmentation de la demande immobilière.
Un marché a lieu chaque semaine le mardi matin, sur la place de la Flette, juste à côté de la mairie.
En 2010, le revenu fiscal médian par ménage était de 39 327 €, ce qui plaçait Soucieu-en-Jarrest au 2 851e rang parmi les 31 525 communes de plus de 39 ménages en métropole.

### Agriculture
L’activité agricole joue un rôle important dans la qualité paysagère et l’activité économique. Elle occupe 58 % des 1 420 hectares et 35 structures développent des activités fruitières, maraîchères, élevage. Soucieu-en-Jarrest compte 70 établissements dépendant de l’industrie, de l’artisanat, des commerces et du service.
Située en secteur périurbain, la commune subit une pression foncière importante. Des tensions, des visions différentes existent autour des différents usages de ses espaces ruraux et naturels (environnementaux, économiques, résidentiels…). L’agriculture qui représente un enjeu très important pour l’avenir de la commune, s’en trouve fragilisée.

## Culture locale et patrimoine

### Manifestations culturelles et festivités
Le 1er dimanche de septembre se tient la fête de la pêche de vigne. Animations, vide grenier, vogue…
Le dernier week-end de mai se déroule le festival des « fils de Georges » en l'honneur de Georges Brassens avec concerts, guinguettes, marché fermiers, le tremplin des fils de Georges et de nombreuses autres activités.

### Lieux et monuments

#### Église Saint-Julien
L'église de Soucieu-en-Jarrest, placée sous le vocable de saint Julien, est édifiée au XIIe ou XIIIe siècle. Au cours de son histoire, elle sera partiellement reconstruite et agrandie à deux reprises : une première fois au milieu du XVIIe siècle, en 1645-1646, puis une seconde fois au milieu du XIXe siècle, entre 1836 et 1839, selon les plans de l'architecte Duret. À cette époque, le conseil municipal avait décidé de la construction d'un nouveau lieu de culte par une délibération du 13 mai 1830, mais le projet n'aboutira finalement pas et il faudra attendre 1836 pour que celui ci soit repris par Duret. L'église sera alors presque entièrement détruite, seule la base du clocher est conservée. La nouvelle église, dont la construction s'achève en 1839, est bâtie sur le même emplacement que l'ancienne.
Par une délibération du 29 avril 1792, le conseil municipal décide d'acquérir un maître autel en marbre afin d'orner le chœur de l'église, provenant du couvent des Récollets de Saint-Genis-Laval. Le couvent fut en effet pris pour cible durant la Révolution et ses meubles furent confisqués et vendus comme biens nationaux.
L'église Saint-Julien présente la particularité remarquable de posséder des boiseries provenant de l'abbaye de Cluny. Commandées à la fin des années 1770 au menuisier Keck de Chalon-sur-Saône (Saône-et-Loire), ces belles boiseries et stalles ne restèrent que peu de temps dans la prestigieuse abbatiale : vendues en 1799 après la destruction de l'abbaye durant la Révolution, elles furent transportées à Lyon pour y être installées dans la cathédrale Saint-Jean, ainsi qu'au grand séminaire. Ce n'est qu'un demi-siècle plus tard, en 1845, qu'elles furent transférées par l'archevêché de Lyon dans la nouvelle église de Soucieu-en-Jarrest, tout juste agrandie par Duret, afin d'en orner l'intérieur.
En 1870, un violent orage détruit une partie importante de la toiture de l'église. En 1872, des abat-son sont installés sur son clocher.
Au fond de l'église se trouve deux bénitiers, l'un datant de 1668 et l'autre de 1838, rappelant ainsi chacun l'une des deux phases majeures d'agrandissement de l'édifice aux XVIIe et XIXe siècles. L'église possède également un orgue, initialement construit en 1959 par Curt Schwenkedel pour la chapelle Saint-Éloi de Revin (Ardennes). Mais cette dernière ayant été désaffectée, l'instrument sera acquis en 1984 par l'association « Autour de l'orgue » de René Rouzier grâce à des dons et des subventions de la paroisse et de la commune, puis sera remonté en l'église Saint-Julien par les facteurs d'orgues R. Micolle et G. Valentin. En 2009-2010, toujours sous l'impulsion de René Rouzier, l'orgue est restauré par la manufacture d'orgues Michel Jurine de Rontalon (installation d'une transmission numérique, changement du moteur, restauration et réharmonisation). L'orgue restauré est inauguré fin avril 2010.

Plus récemment, en 2008, des travaux de rénovation sont réalisés à l'intérieur de l'église.

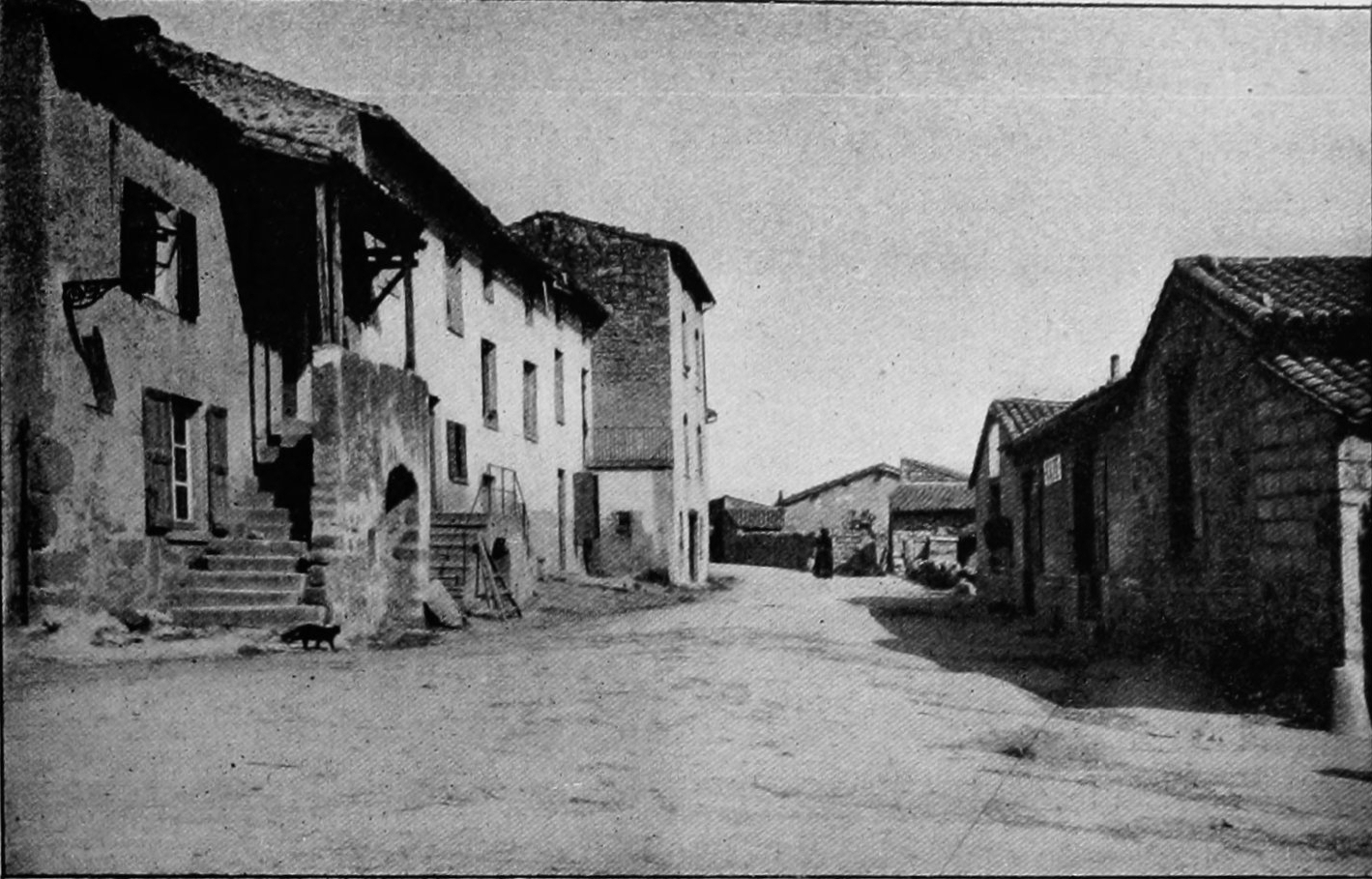
Rue des Roches entre 1901 et 1902.
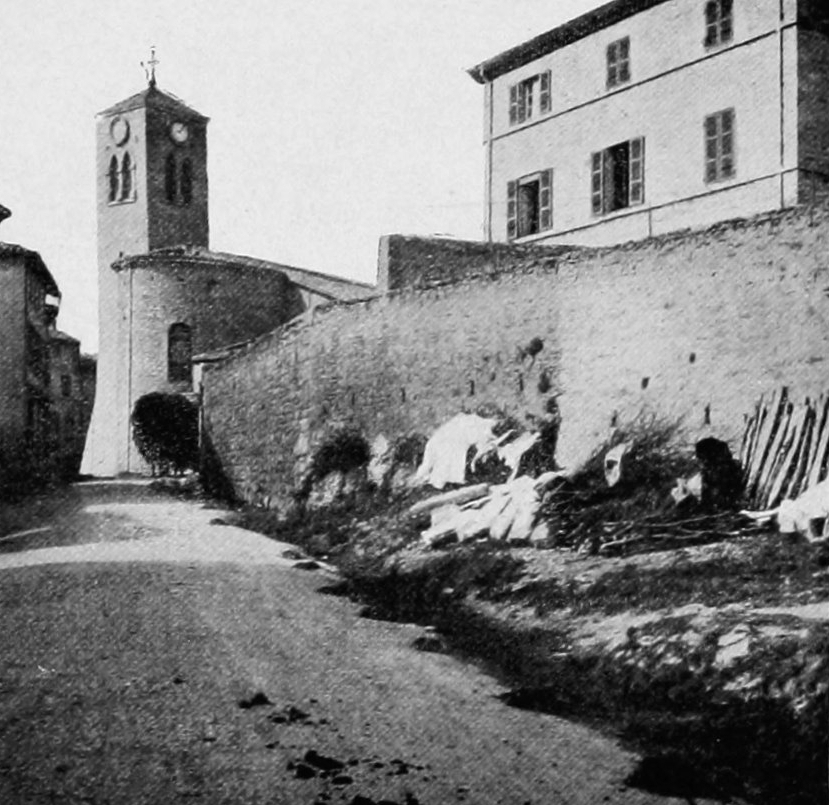
L'église entre 1901 et 1902.
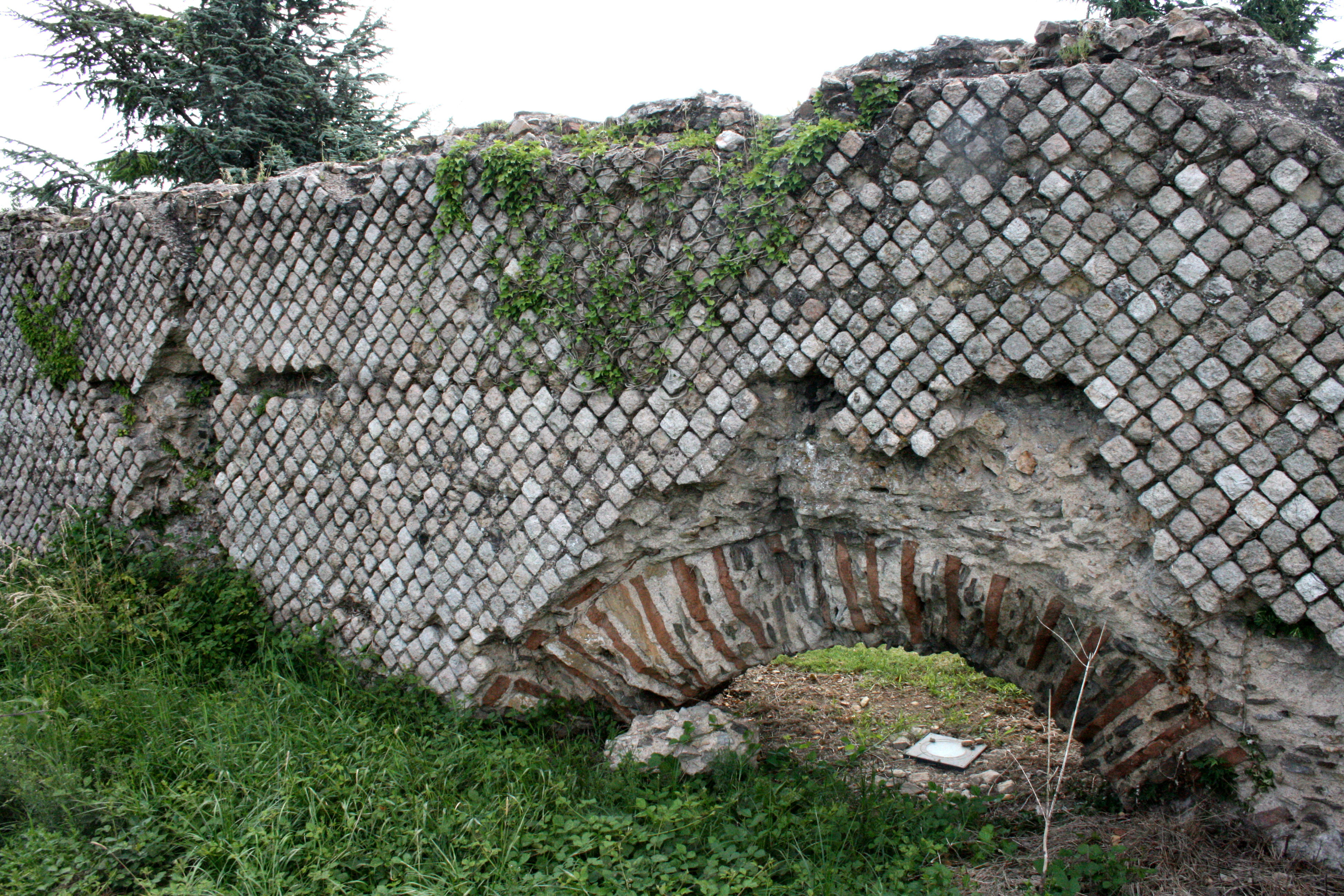
Ruines de l'aqueduc romain du Gier au hameau du Grand Champ.
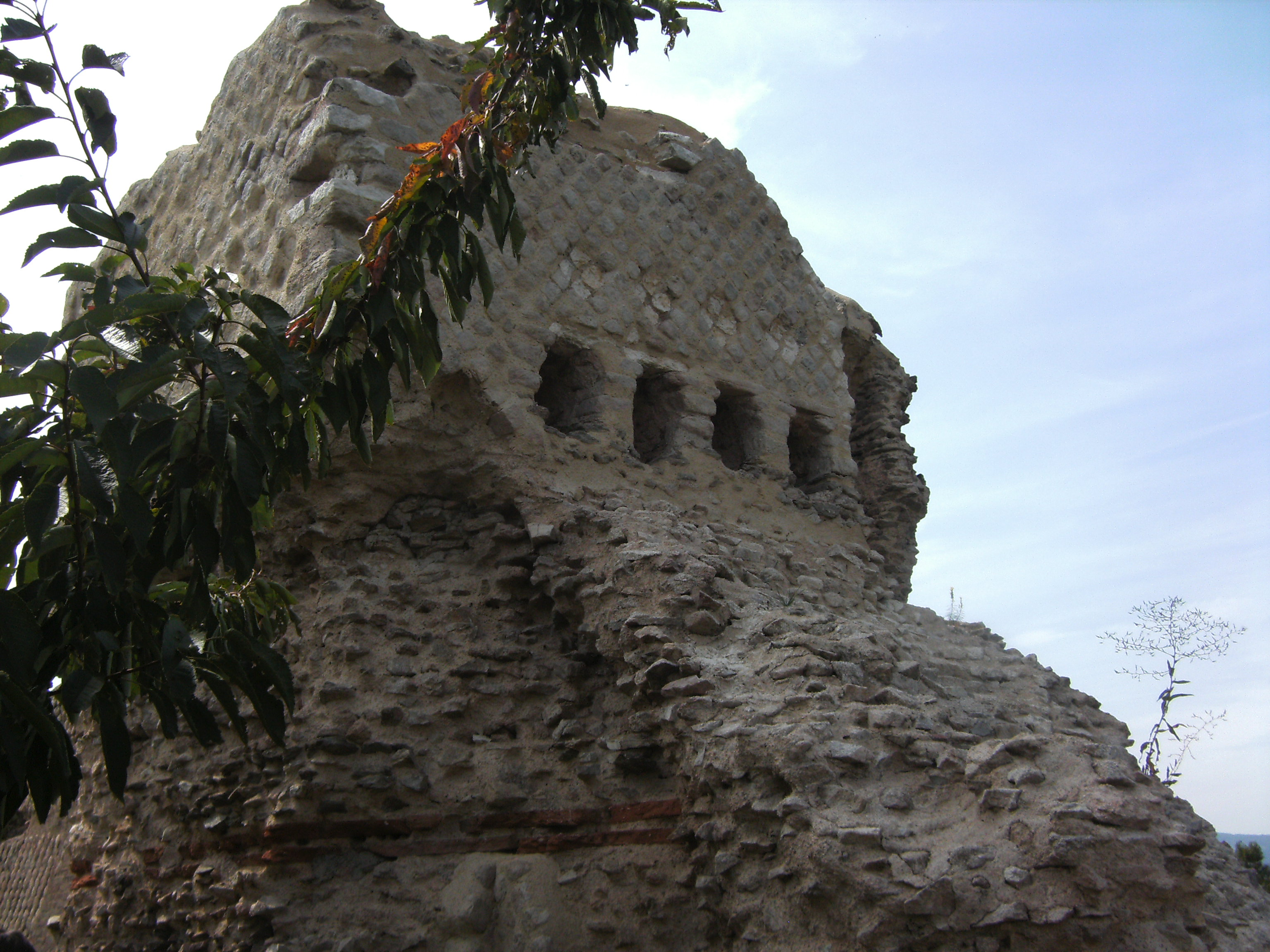
La Gerle, réservoir de chasse du siphon du Garon.
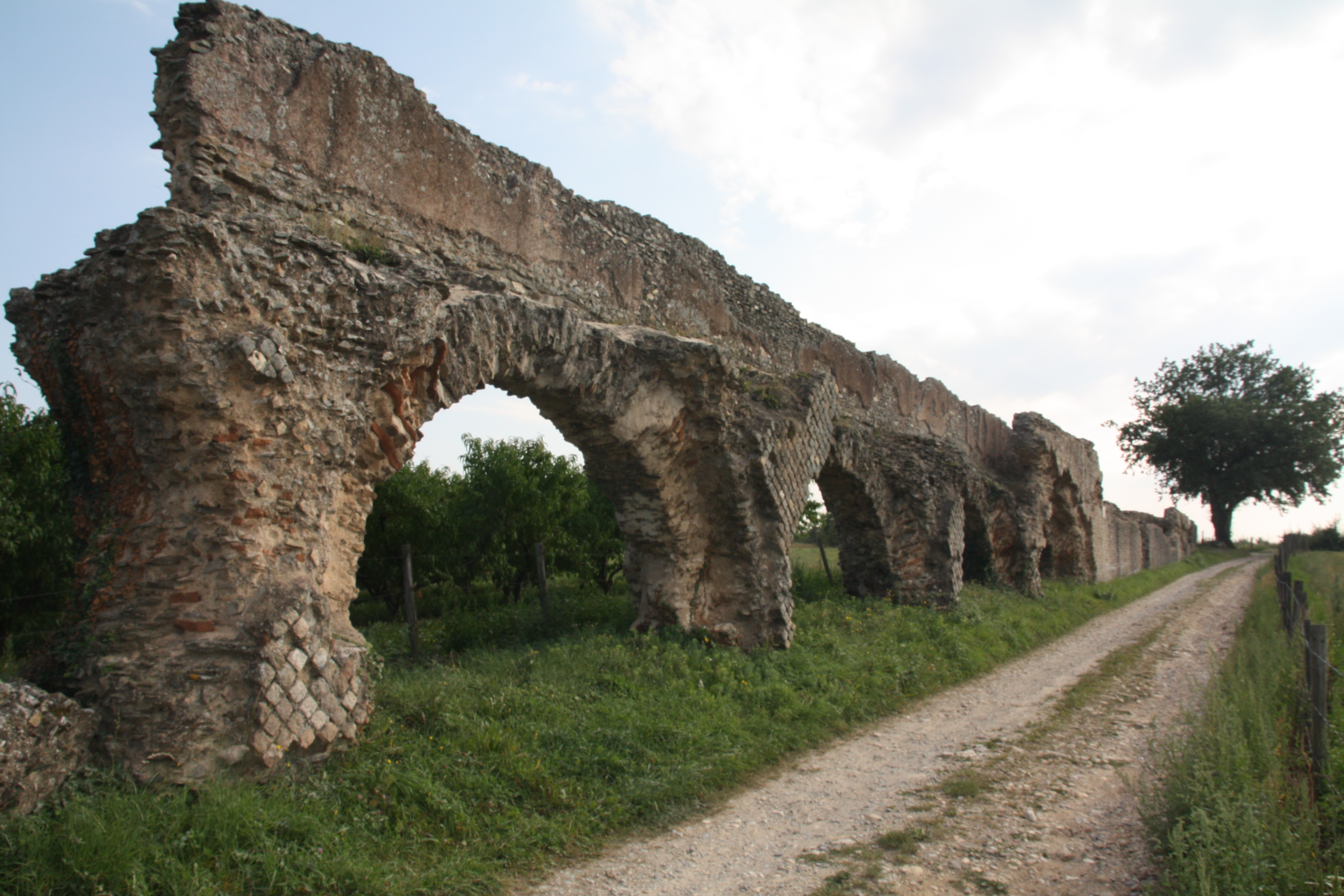
Partie de l'aqueduc.

### Personnalités liées à la commune
- Pauline Jaricot, vénérable catholique.
- Étienne Morillon, peintre.
- Roger Kowalski, poète.
- César Geoffray, fondateur du mouvement choral international "À Cœur Joie".

### Film tourné dans la commune
- Le Temps des porte-plumes de Daniel Duval, tourné en 2006.